# Diplodocus carnegii
Diplodocus carnegii ("doble viga de Andrew Carnegie") es una especie del género extinto Diplodocus de  dinosaurio saurópodo diplodócido. Vivió a finales del período Jurásico, hace aproximadamente entre 155,3 y 145 millones de años, en edades geológicas entre Kimmeridgiense y Titoniense, en lo que hoy es Norteamérica. El espécimen tipo de Diplodocus  carnegii, cuya sigla es CM 84, es el más completo hallado de su género. Sus restos permiten estimar su longitud en alrededor de 25 metros de y en 6.5 m de alto al cuello.  Las estimaciones de masa modernas tienden a estar en el rango de 10 a 16 toneladas métricas.

Reconstrucción esquelética de Diplodocus carnegii basado en 2 especímenes CM 84 (holotipo en azul claro) y CM 94 (en amarillo) en gris los restos desconocidos

D. carnegii, también escrito D. carnegiei, llamado así por Andrew Carnegie, es el más conocido, principalmente debido a un esqueleto casi completo, espécimen CM 84 coleccionado por Jacob Wortman, del Museo Carnegie de Historia Natural en Pittsburgh, Pennsylvania y fue descrito y nombrado por John Bell Hatcher en 1901. Este fue considerado como especie tipo para Diplodocus por Tschopp en 2016. Aunque no es la especie del holotipo, la más conocida es Diplodocus carnegie, siendo la más famosa debido al gran número de exhibiciones que se han realizado de su esqueleto en museos de todo el mundo.